# Кап Трафалгар (кораб, 1914)
Кап Трафалгар (на немски: Cap Trafalgar) е немски пътнически лайнер, наречен в чест на носа Трафалгар и преобразуван по време на Първата световна война в спомагателен крайцер. Той е първият немски пътнически съд, преправен във военен кораб.

## История и конструкция
Пътническият лайнер Cap Trafalgar е построен в корабостроителницата на AG Vulcan Stettin на река Елба в Хамбург, за транспортната компания Hamburg Süd (Hamburg – South America Line) за линията между Германия и Ла Плата. Наречен е в чест на испанския нос Трафалгар, място на знаменитото Трафалгарско сражение от 1805 г.
Съдът има три комина, дължина на корпуса 613 фута (187 м) и ширина 72 фута (22 м), има тонаж от 18 710 регистрови тона и може да превозва почти 1600 пътника (400 – 1 класа, 276 – 2 класа, 913 – 3 класа). Трите гребни винта на лайнера се задвижват от две компаунд машини с една парна турбина. Когато Cap Trafalgar тръгва за своя първи рейс, на 10 април 1914 г., от Хамбург за южноамерикански портове в Бразилия, Аржентина и Уругвай, той е най-големият кораб по южноамериканското направление сред луксозните лайнери.

## Боят с „Кармания“
Когато в Европа, през август 1914 г., е обявена войната, превърнала се в Първа световна война, Cap Trafalgar се намира в Буенос Айрес. Според план на Имперския военноморски флот на Германия лайнерът е реквизиран за преустройството му във военен съд – спомагателен крайцер. На 18 август 1914 г. кораба пристига в Монтевидео за зареждане с въглища, а след това потегля към отдалечения бразилски остров Триндади (на 500 мили източно от бразилския материк), където се среща с канонерската лодка SMS Eber. Екипажът, въоръжението и боеприпасите на канонерката са предадени на Cap Trafalgar, на който е демонтиран един от комините, за да се замаскира съда като RMS Carmania – британски пътнически кораб на компанията „Кунард Лайн“, също служещ като спомагателен крайцер на Кралския военноморски флот на Великобритания в годините на Първата световна война. На екипажа на Cap Trafalgar е поставена задачата да унищожават британските търговски съдове, за което корабът и е маскиран като британския крайцер.
Cap Trafalgar е въоръжен с две 105-мм оръдия SK L/45 и шест скорострелни 37-мм оръдия QF 1 pounder. Той получава кодовото име Hilfskreuzer B, командва кораба корветен-капитана Вирт. На 13 септември 1914 г. Cap Trafalgar се намира около острова Триндади, където има немска база, и товари гориво от два кораба-въглевози. На 14 септември 1914 г. острова приближава британския спомагателен крайцер Carmania, който има заповед да изследва неговия бряг. Английският капитан Ноел Грант открива в един от заливите на острова товарещ въглища голям двукоминен лайнер, боядисан с цветовете на британската параходна компания Union Castle, който след щателно проучване се оказва немски спомагателен крайцер. Командирът на Cap Trafalgar също вижда Carmania и разбира грозящата ги опасност. Включена е сирена, въглевозите бързо се отдалечават от бордовете на крайцера, който решава да излезе от залива и да се сражава в открито море. Грант се приготвя за преследване, но изведнъж вижда, как Cap Trafalgar се обръща към него насреща. Започва бой.
В резултата на първото в историята сражение между два спомагателни крайцера, Cap Trafalgar потъва; от 330 души в неговия екипаж загиват 51, в т.ч. и командира на кораба корветен-капитан Вирт. Carmania е силно повреден, но на помощ му се притичват други британски кораби, които помагат да се потуши пожара на кораба и да се преведе повреденият лайнер в Пернамбуко. Оттам той отплава за Гибралтар, за ремонт.
Първият бой между спомагателни крайцери показва, че такъв вид крайцери са способни да се сражават с равни и по-слаби противници, но имат висока уязвимост.

## Коментари
1. ↑  Префиксът „SMS“ е от на немски: Seiner Majestat Schiff (Кораб на Негово Величество).